# Marquesado del Castelar
El marquesado del Castelar, es un título nobiliario español creado el 24 de febrero de 1693 en Italia, por el rey Carlos II a favor de Baltasar Patiño y Rosales, Secretario de Estado y de Guerra.
La Grandeza de España le fue concedida en por real decreto el 13 de octubre de 1736 y por real despacho el 8 de diciembre de 1737 a su hermano José Patiño y Rosales, quién la legó en 1737 a su sobrino Lucas Patiño y Attendolo, II marqués del Castelar.
El nombre del título se refiere a la tierra de Castellar en la provincia de Limulina del principado de Pavía. Fue reconocido como título español en 1751 con la denominación de «marquesado del Castelar»·

## Marqueses del Castelar
|                        | Titular                                    | Periodo                |
| Creación por Carlos II | Creación por Carlos II                     | Creación por Carlos II |
| ---------------------- | ------------------------------------------ | ---------------------- |
| I                      | Baltasar Patiño y Rosales                  | 1693-1733              |
| II                     | Lucas Fernando Patiño Attendolo Bolognini  | 1733-1767              |
| III                    | Ramón Patiño y Mariño de Lobera            | 1767-1817              |
| IV                     | Ramón Rufino Patiño y Osorio               | 1817-1833              |
| V                      | Luis Patiño y Ramírez de Arellano          | 1833-1848              |
| VI                     | Nicolás Patiño y Osorio                    | 1851-1875              |
| VII                    | Luis María de los Ángeles Patiño y de Mesa | 1883-1940              |
| VIII                   | Luis Patiño y Covarrubias                  | 1954-1985              |
| IX                     | Alfonso Patiño y Muguiro                   | 1987-actual titular    |

## Historia de los marqueses del Castelar
- Baltasar Patiño y Rosales (1667-29 de octubre de 1733 ), I marqués de Castelar[1][3] y primer conde de Belvedere, título italiano. Era hijo de Lucas Patiño e Ibarra, «señor de Castelar, consejero secreto de Su Majestad en Milán y veedor general del Éjercito del Milanesado» y de su esposa Beatriz de Rosales, hija de Mateo de Rosales, conde de Baylate y marqués de Castel León.[2]

Se casó el 19 de agosto de 1694 con Hipólita Attendolo Bolognino Visconti, hija de  Galeazzo Attendolo Bolognino y de Teresa Visconti, condes de Galenzo (italiano). La hija primogénita de este matrimonio, María Teresa, se casó en 1716 con Pedro de Cebrián y Agustín, V conde de Fuenclara. Le sucedió su único hijo varón (reconocido título del reino):
- Lucas Fernando Patiño Attendolo Bolognini (Milán, 1700-14 de septiembre de 1767), II marqués del Castelar[1][3] y capitán general de Aragón.[2]

Se casó el 28 de marzo de 1722 con María Josefa de Castro Rodríguez de Ledesma. Le sucedió su nieto, hijo de António Patiño y Castro (1724-1766) y de su esposa, María del Rosario Mariño de Lobera y Pardo de Figueroa, condesa del Arco,  condesa de Guaro y marquesa de la Sierra.
- Ramón Fernando Patiño y Mariño de Lobera (Zaragoza, 25 de junio de 1753-Málaga, 9 de enero de 1817), III marqués de Castelar grande de España (G.E.),[3][1] IX conde del Arco,[5]  V marqués de la Sierra, IX conde de Guaro, VIII marqués de Villafiel, XI señor de Villanueva de Messía[5] y gran Cruz de Carlos III en 1794.[6][3]

Se casó en Madrid el 20 de marzo de 1774 con Teresa Osorio y Spínola de la Cueva. Le sucedió su hijo:
- Ramón Rufino Patiño Pérez de Osorio (Madrid, 16 de noviembre de 1776-7 de octubre de 1833), IV marqués de Castelar G.E.,[1][3] X conde del Arco,[7] VI marqués de la Sierra, X conde de Guaro, IX marqués de Villafiel, etc.[7]

Se casó en Madrid el 5 de enero de 1799 con María de los Dolores Ramírez de Arellano y Olivares, III marquesa de Villacastel de Carriás y dama de honor y de la Orden de María Luisa.  Le sucedió su hijo:
- Luis Patiño y Ramírez de Arellano (Madrid, 19 de agosto de 1802-ibid. 10 de marzo de 1848), V marqués de Castelar G.E.,[1][3] XI conde del Arco,[7] VII marqués de la Sierra, XI conde de Guaro, X marqués de Villafiel, XIII y último señor de Villanueva de Messía.[7]

Se casó en 19 de octubre de 1826 con su tía, María del Patrocinio Osorio y Zayas. Le sucedió en 14 de octubre de 1851, su hijo:
- Nicolás Patiño y Osorio (1830-13 de julio de 1875), VI marqués del Castelar,[1][3] XII conde de Guaro, VIII marqués de la Sierra,[8] senador vitalicio, caballero de la Orden de Carlos III y gentilhombre de cámara con ejercicio.[8]

Contrajo matrimonio el 16 de marzo de 1862 con María de los Dolores de Mesa y Queralt. En 16 de mayo de 1876 le sucedió su hijo:
- Luis María de los Ángeles Patiño y de Mesa (1863-27 de septiembre de 1940), VII marqués del Castelar,[3] IX marqués de la Sierra y XIII conde de Guaro.[8]

Se casó el 10 de enero de 1889 con María de la Concepción Fernández-Durán y Caballero. En 22 de enero de 1954 le sucedió su nieto, hijo Alfonso Patiño y Fernández-Duran, X marqués de la Sierra y de su esposa María de la Concepción Cobarrubias y del Castillo:
- Luis Patiño y Covarrubias (m. 5 de diciembre de 1985), VIII marqués del Castelar,[1] XV conde de Guaro, XII marqués de Villafiel y XI marqués de la Sierra.[8]

Se casó en 11 de julio de 1956 con María del Pino Muguiro y Liniers. En 30 de junio de 1987 le sucedió su hijo:
- Alfonso Patiño y Muguiro (n. en 1959), IX marqués del Castelar[3][1] y XVI conde de Guaro.[8]

Casado con Mónica Tornos Arroyo.